# دوجو
دوجو (도조 | 度祖) , (ولد في ؟ ومات في 1342) , ملك تشجوني لمملكة جوسون . والد هوانجو (환조 | 桓祖) , وجد الملك تايجو (태조 | 太祖) , وحفيد موغجو (목조 | 穆祖) .
اسمه الشخصي يي تشن (이춘 | 李椿) , وله اسم منغولي هو : بال-انتشوب-موغا (발안첩목아 | 孛顔帖木兒) .

## الحياة
والده يي هاينغري (이행리 | 李行里) كان يعمل في مملكة يوان , ولذا اكتسب أفراد العائلة أسماء منغولية .
تزوج يي تشن من السيدة تشويم من عشيرة بارك (처음에 박씨 | 朴氏) وأنجبت له ابنه يي جاتشن (이자춘 | 李子春) ويي جاهينغ (이자흥 | 李子興) وبقية أبنائه , وبعد موت الملكة غيونغسن انتقل إلى مدينة هامهنغ في محافظة ويجو في مقاطعة بيونغان الشمالية في كوريا الشمالية .
عندما أسس حفيده الملك تايجو مملكة جوسون , قام بإعطائه لقب دوجو (도조 | 度祖) , وأعطي اللقب الملك العظيم غونغويسونغدو (공의성도대왕 | 恭毅聖度大王) , من قبل الملك تايجونغ .

## حكاية التنين الأسود
ظهرت في حوليات مملكة جوسون , قصة لدوجو مفادها : أن تنيناً أسوداً ظهر لدوجو , وطلب منه الذهاب إليه (التنين الأسود) , وترجاه لفعل هذا . لم يعر دوجو أي اهتمام بالحلم , فظهر التنين الأسود مرة ثانية , وقال له : «ألم تعتقد أن كلماتي , لها ما يميزها ؟» , وقال له أنه يجب أن يأتي في موعد يحدده تماماً . ولغرابة الموقف فقد وعده بالحضور في الموعد , وعند حلول ذلك الموعد أخذ دوجو معه سهمه وقوسه وذهب للمكان , وهناك وجد التنين الأسود واقتتل معه , ولم تدم المعركة مع التنين الأسود لوقت طويل . قام دوجو بإطلاق سهم عليه وسقط . بعد أن رألى حلماً آخر , قال له التنين , أن من بين أحفاده في المستقبل من سيكون سيئاً للغاية .

## موته
مات في سنة 1342 وقبره موجود في مقبرة ويرينغ (의릉 | 義陵) في مدينة هامهينغ , في مقاطعة هامغيونغ الجنوبية , في كوريا الشمالية , أما قبر زوجته الملكة غينغسن فموجود في مدينة هينغنام في مقاطعة هامغيونغ الجنوبية , في كوريا الشمالية .

## أسرته
- الأب : يي هاينغري , (조선 익조) .
- الأم : الملكة جونغسغ من عشيرة تشوي , (정숙왕후) .
- الزوجات والأبناء :
  - الملكة غيونغسن من عشيرة بارك , (경순왕후 박씨) , أنجبت :
    - الأمير العظيم وانتشانغ , يي جاهينغ (완창대군 이자흥 | 完昌大君 李子興) , الابن الأول .
    - الأمير العظيم هوانجو (환조대왕 | 桓祖大王) , يي جاتشن , ملك تشجوني لمملكة جوسون , الابن الثاني .
    - الأمير العظيم وانوون , يي جاسون , (완원대군 이자선 | 完原大君 李子宣) , الابن الثالث .
    - الأمير العظيم وانتشون , يي بيونغ , (완천대군 이평 | 完川大君 李平) , الابن الرابع .
    - الأمير العظيم وانسونغ , يي جونغ , (완성대군 이종 | 完城大君 李宗) , الابن الخامس .
    - الأميرة منهي , (문혜공주 | 文惠公主) , الابنة الأولى .
    - الأميرة منسك , (문숙공주 | 文淑公主) ,  الابنة الثانية .
    - الأميرة موني , (문의공주 | 文懿公主) , الابنة الثالثة .